# Boris Gmyrya
Borys Romanovych Hmyria (en ucraniano: Борис Романович Гмиря; Lebedín, 1903 - Kiev, 1969), también conocido como Boris Romanovich Gmyrya (en ruso: Борис Романович Гмыря), fue un bajista soviético y ucraniano de ópera y canción artística que fue galardonado Artista del Pueblo de la URSS.

## Biografía
Hmyria nació en 1903 en Lebedín, gobernación de Jarkov, Imperio ruso (hoy parte de Ucrania). Permaneció en Poltava durante la Segunda Guerra Mundial, donde actuó para los alemanes. Las autoridades soviéticas consideraban este tipo de comportamiento colaboración con el enemigo. Hmyria habría sido encarcelado y ejecutado si no hubiera sido por la intervención de Iósif Stalin.
Murió en Kiev en 1969.